# Pedro Acosta
Pedro Acosta Sánchez (Mazarrón, 25 maggio 2004) è un pilota motociclistico spagnolo, campione del mondo della Moto3 nel 2021 e della Moto2 nel 2023.

## Carriera

### Gli inizi
Nato da padre pescatore, in una famiglia di umili origini, ha due sorelle maggiori. Sale in moto per la prima volta all'età di 5 anni, quando il padre gli regala una moto da cross, ma presto passa alla velocità.
Partecipa a diverse competizioni nazionali, vincendo nel 2017 nella categoria PreMoto3. Nel 2018 approda al mondiale Junior Moto3. Frattanto nel 2019 corre nella Red Bull MotoGP Rookies Cup, piazzandosi secondo; si laurea campione della categoria l'anno successivo, vincendo il titolo a Valencia con una prova di anticipo, grazie a sei vittorie ottenute in altrettante gare. Nello stesso anno prende parte per l'ultima volta al mondiale Junior Moto3 con la KTM del team MT-Foundation77, chiudendo al terzo posto alle spalle di Xavier Artigas e al campione Izan Guevara.

### Motomondiale

#### Moto3
Nel 2021 esordisce nel motomondiale, nella classe Moto3, in sella alla KTM RC 250 GP del team Ajo Motorsport, con Jaume Masiá come compagno di squadra. Alla prima gara in Qatar ottiene un secondo posto in volata contro Masiá, che vince la gara. Nel successivo Gran Premio motociclistico di Doha vince la sua prima gara dopo essere partito, a causa di una penalità, dalla corsia dei box, diventando il primo pilota nella storia della Moto3 a riuscirci. Vince in seguito anche a Portimão e Jerez; con quest'ultima vittoria diventa il più giovane di sempre a trionfare per tre gare di fila, togliendo il primato a Marco Melandri, nonché ad andare a podio nelle prime quattro gare. A Le Mans ed al Mugello chiude entrambe le gare in ottava posizione, mantenendo comunque il primato nel mondiale.
Ottiene un'altra vittoria in Germania. Durante la terza sessione di prove libere del Gran Premio d'Olanda, rimane vittima di un grave incidente, nel quale sono coinvolti anche Riccardo Rossi, Nepa e Yamanaka, e, dopo alcuni controlli, non ottiene il nulla osta dai medici e non prende parte alle qualifiche; è comunque dichiarato idoneo per gareggiare, riuscendo a ottenere un quarto posto. Al Gran Premio di Stiria, dopo una lotta serrata con Sergio García, riesce a vincere dopo aver superato il connazionale alla penultima curva. Giunge terzo nel Gran Premio dell'Emilia Romagna, interrompendo un digiuno di cinque gare senza podio. Il 7 novembre, vincendo il Gran Premio dell'Algarve, si laurea campione del mondo della Moto3 all'età di 17 anni e 166 giorni: dopo trentuno anni dal precedente di Loris Capirossi in classe 125, Acosta fa suo il titolo alla stagione di debutto in entry class, e per un paio di giorni non riesce a strappare allo stesso il record del più giovane iridato di sempre. Conclude la stagione ottenendo la sua prima pole position nel Gran Premio della Comunità Valenciana.

#### Moto2
Nel 2022 passa in Moto2, sempre col team Ajo, stavolta alla guida di una Kalex; il compagno di squadra è Augusto Fernández. Al Gran Premio di Francia ottiene la prima pole position nella categoria, la seconda in carriera. seppure in gara sia poi costretto al ritiro per una caduta. Al Gran Premio d'Italia ottiene la prima vittoria stagionale, diventando il pilota più giovane di sempre a vincere nella classe intermedia del motomondiale. È secondo al Gran Premio di Germania, alle spalle del compagno di squadra. Salta i successivi Gran Premi d'Olanda e di Gran Bretagna a causa di una frattura al femore rimediata in allenamento. Riceve il nulla osta dai medici per prendere parte al Gran Premio d'Austria, chiuso al quarto posto. Torna alla vittoria, dopo dieci mesi, nel Gran Premio d'Aragona. Vince anche il Gran Premio conclusivo della Comunità Valenciana, chiudendo il campionato al quinto posto e risultando il migliore rookie dell'anno.
La stagione 2023 inizia con lo spagnolo che vince due delle prime tre corse, il Gran Premio del Portogallo e quello delle Americhe. Dopo un secondo posto in Spagna e un ritiro in Francia, ottiene due vittorie consecutive: la prima al Mugello e la seconda al Sachsenring. Fa, poi, registrare due terzi posti consecutivi ai Gran Premi d'Olanda e di Gran Bretagna. In Austria chiude secondo, dopo una lunga battaglia contro Vietti. Dopo una gara difficile a Barcellona, nel quale conclude sesto, trionfa a Misano Adriatico e si ripete in India. Dopo un terzo posto in gara a Motegi, in cui incrementa il vantaggio sul più diretto rivale al titolo, Tony Arbolino, torna alla vittoria in Indonesia. Non riesce a ripetersi nel successivo Gran Premio d'Australia dove, per via di una caduta nel giro di ricognizione, è costretto a partire ultimo riuscendo comunque a rimontare fino alla nona posizione. In Thailandia e Malesia chiude entrambe le volte secondo dietro ad Aldeguer: in quest'ultima occasione, il piazzamento gli basta per laurearsi campione del mondo, diventando il più giovane iridato nella storia della Moto2.

#### MotoGP
Il 6 ottobre 2023 viene ufficializzato il suo passaggio, dalla stagione 2024, in MotoGP con una KTM RC16 gestita dal team clienti GasGas Tech 3, dove ritrova Augusto Fernández come compagno di box.
Al debutto in classe regina, in Qatar, conclude in ottava posizione la Sprint del sabato e in nona il Gran Premio della domenica; in quest'ultimo caso fa segnare il giro più veloce, divenendo il pilota più giovane a riuscirci nella storia della MotoGP. Alla gara successiva, in Portogallo, ottiene il primo podio chiudendo il Gran Premio al terzo posto; bissa il piazzamento a podio chiudendo al secondo posto nelle Americhe, dietro Maverick Viñales: Acosta diventa il pilota più giovane a ottenere due podi consecutivi in MotoGP. Nei Gran Premi seguenti ottiene altri tre podi, tutti nelle Sprint, chiudendo secondo a Jerez e terzo a Barcellona e al Mugello; durante il fine settimana toscano, inoltre, viene ufficializzato il suo passaggio nel team ufficiale KTM dalla stagione 2025. Conclude il campionato al sesto posto ed, essendo l'unico esordiente dell'anno, vince il titolo di Rookie of the year.

## Risultati nel motomondiale
| 2021 | Classe | Moto |   |   |   |   |   |   |   |   |   |   |   |    |     |   |   |   |   |     |  |  |  |  | Punti | Pos. |
| ---- | ------ | ---- | - | - | - | - | - | - | - | - | - | - | - | -- | --- | - | - | - | - | --- |  |  |  |  | ----- | ---- |
| 2021 | Moto3  | KTM  | 2 | 1 | 1 | 1 | 8 | 8 | 7 | 1 | 4 | 1 | 4 | 11 | Rit | 7 | 8 | 3 | 1 | Rit |  |  |  |  | 259   | 1º   |

| 2022 | Classe | Moto  |    |   |   |     |     |    |     |   |   |   |     |     |   |   |   |   |    |   |     |   |  |  | Punti | Pos. |
| ---- | ------ | ----- | -- | - | - | --- | --- | -- | --- | - | - | - | --- | --- | - | - | - | - | -- | - | --- | - |  |  | ----- | ---- |
| 2022 | Moto2  | Kalex | 12 | 9 | 7 | Rit | Rit | 20 | Rit | 1 | 6 | 2 | Inf | Inf | 4 | 6 | 1 | 7 | 16 | 2 | Rit | 1 |  |  | 177   | 5º   |

| 2023 | Classe | Moto  |   |    |   |   |     |   |   |   |   |   |   |   |   |   |   |   |   |   |   |    |  |  | Punti | Pos. |
| ---- | ------ | ----- | - | -- | - | - | --- | - | - | - | - | - | - | - | - | - | - | - | - | - | - | -- |  |  | ----- | ---- |
| 2023 | Moto2  | Kalex | 1 | 12 | 1 | 2 | Rit | 1 | 1 | 3 | 3 | 2 | 6 | 1 | 1 | 3 | 1 | 9 | 2 | 2 | 8 | 12 |  |  | 332,5 | 1º   |

| 2024 | Classe | Moto |    |    |    |     |      |     |    |     |   |    |    |   |     |      |    |     |    |   |    |    |  |  | Punti | Pos. |
| ---- | ------ | ---- | -- | -- | -- | --- | ---- | --- | -- | --- | - | -- | -- | - | --- | ---- | -- | --- | -- | - | -- | -- |  |  | ----- | ---- |
| 2024 | MotoGP | KTM  | 98 | 37 | 24 | 102 | Rit6 | 133 | 53 | Rit | 7 | 95 | 13 | 3 | 176 | Rit5 | 26 | Rit | NP | 3 | 59 | 10 |  |  | 215   | 6º   |

| 2025 | Classe | Moto |     |    |      |   |   |   |    |    |   |    |      |    |    |  |  |  |  |  |  |  |  |  | Punti | Pos. |
| ---- | ------ | ---- | --- | -- | ---- | - | - | - | -- | -- | - | -- | ---- | -- | -- |  |  |  |  |  |  |  |  |  | ----- | ---- |
| 2025 | MotoGP | KTM  | 196 | 89 | Rit7 | 8 | 7 | 4 | 68 | 45 | 8 | 49 | Rit9 | 32 | 43 |  |  |  |  |  |  |  |  |  | 144   |      |

| Legenda | 1º posto        | 2º posto            | 3º posto            | A punti      | Senza punti        | Grassetto – Pole position Corsivo – Giro più veloce |
| Legenda | Gara non valida | Non qual./Non part. | Ritirato/Non class. | Squalificato | '-' Dato non disp. | Grassetto – Pole position Corsivo – Giro più veloce |